# (6024) Ochanomizu
(6024) Ochanomizu est un astéroïde de la ceinture principale.

## Description
(6024) Ochanomizu est un astéroïde de la ceinture principale. Il fut découvert le 27 octobre 1992 à Dynic par Atsushi Sugie. Il présente une orbite caractérisée par un demi-grand axe de 2,39 UA, une excentricité de 0,09 et une inclinaison de 9,2° par rapport à l'écliptique.

## Compléments